# Fabiola (geslacht)
Fabiola is een geslacht van vlinders van de familie sikkelmotten (Oecophoridae), uit de onderfamilie Oecophorinae.

## Soorten
- F. callipetala Meyrick, 1921
- F. edithella (Busck, 1907)
- F. iagathella (Walsingham, 1903)
- F. icterinella (Mann, 1867)
- F. lucidella (Busck, 1912)
- F. pokornyi (Nickerl, 1864)
- F. shalleriella (Chambers, 1875)
- F. tecta Braun, 1935